# 船底座QY
船底座QY，又名CP-57 2781，HD 88661、SAO 237776、HR 4009，是船底座的一颗恒星，视星等为5.72，位于銀經283.08，銀緯-1.48，其B1900.0坐标为赤經10h 8m 17.3s，赤緯-57° -1.48′ 0″。